# سامبوكا دي سيشيليا
سامبوكا دي سيشيليا (بالإيطالية: Sambuca di Sicilia)‏ هي بلدية في مقاطعة أغريجنتو في صقلية الإيطالية.

## السكان
في سنة 1861 بلغ عدد السكان 9٬055 نسمة، وتطور العدد ليصل في سنة 2011 لـ 6٬114 نسمة.
يظهر هذا المخطط البياني تطور النمو السكاني لـ سامبوكا دي سيشيليا